# Phalacrocorax carbo
El cormorán grande (Phalacrocorax carbo) es una especie de ave suliforme de la familia Phalacrocoracidae de distribución casi mundial. Habita en Eurasia, África, Australasia y las costas atlánticas de Norteamérica, donde vive en cualquier extensión grande de agua, como lagos, ríos, estuarios y aguas costeras e incluyendo los embalses.

## Descripción

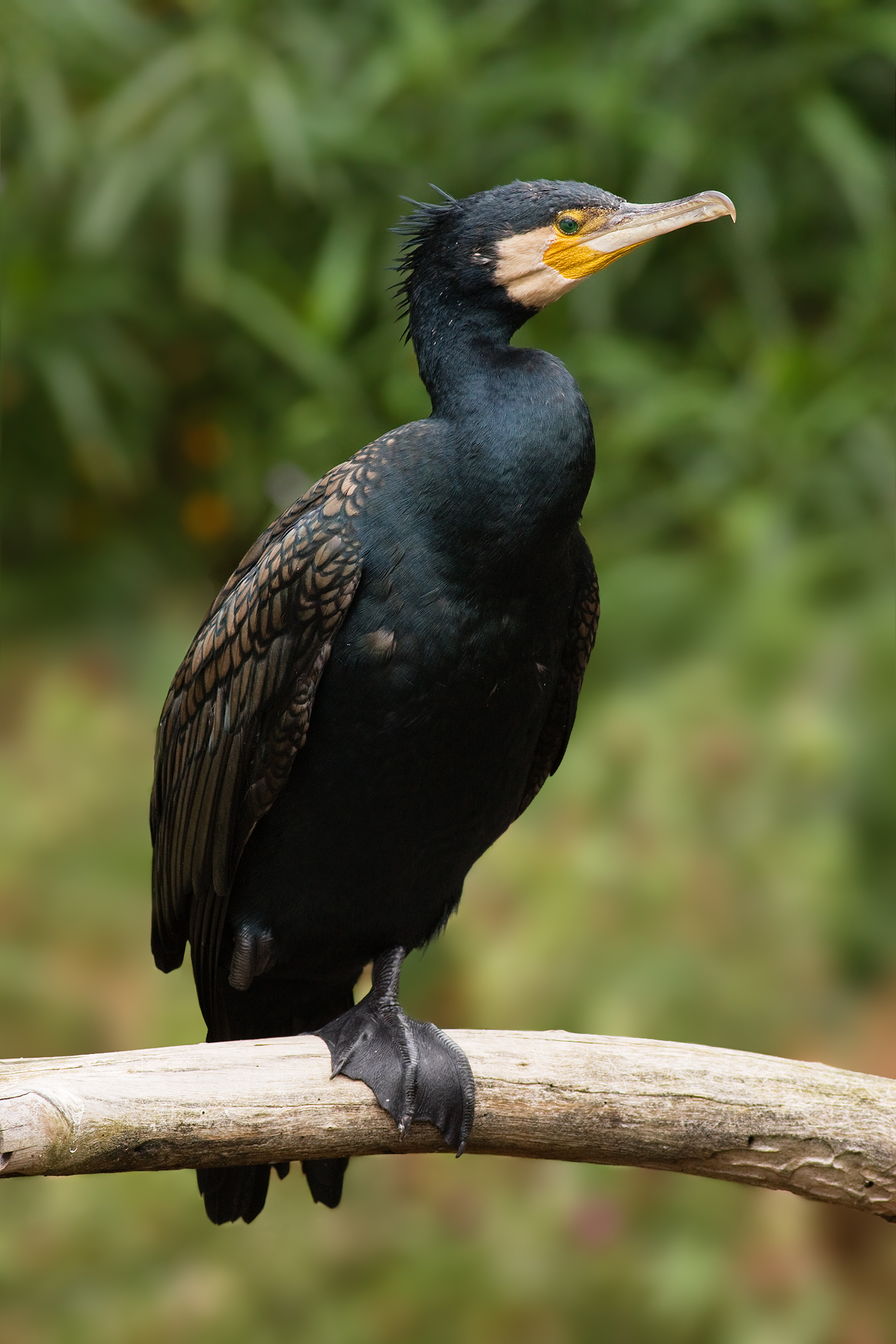
Cormorán grande en Victoria (Australia).

El cormorán grande es un ave negra de gran tamaño con una gran variación de talla entre las subespecies de su amplia área de distribución. Su peso oscila entre 1,5 kg y los 5,3 kg. Los machos suelen ser mayores y más pesados que las hembras, siendo los de la subespecie nominal (P. c. carbo) un 10 % de media mayor que los de la subespecie más pequeña de Europa (P. c. sinensis). La longitud puede variar de los 70 a 102 cm y su envergadura alar oscila entre los 121 y 160 cm. Es considerado el segundo cormorán vivo más grande, después del cormorán mancón, aunque el cormorán japonés está próximo con una talla similar
Tiene una cola bastante larga y una garganta amarillenta. Los adultos lucen manchas blancas en las caderas y la garganta durante la estación de cría. En Europa se puede distinguir de su pariente el cormorán moñudo (Phalacrocorax aristotelis) por su mayor tamaño, constitución más robusta, pico más grueso, y carecer de cresta y cualquier tono verdoso en su plumaje. La cola del cormorán moñudo tiene 12 réctrices, la del cormorán grande 14. El final de la mandíbula inferior del pico acaba antes que el ojo y en el cormorán grande acaba después del ojo. En Norteamérica se distingue del cormorán orejudo (Phalacrocorax auritus) también porque es más grande y pesado y la garganta y el pico de este último tienen un color amarillo más intenso, y carece de las manchas blancas en las caderas. Los cormoranes grandes son aves bastante silenciosas, pero emiten varios tipos de sonidos guturales en sus colonias de cría.

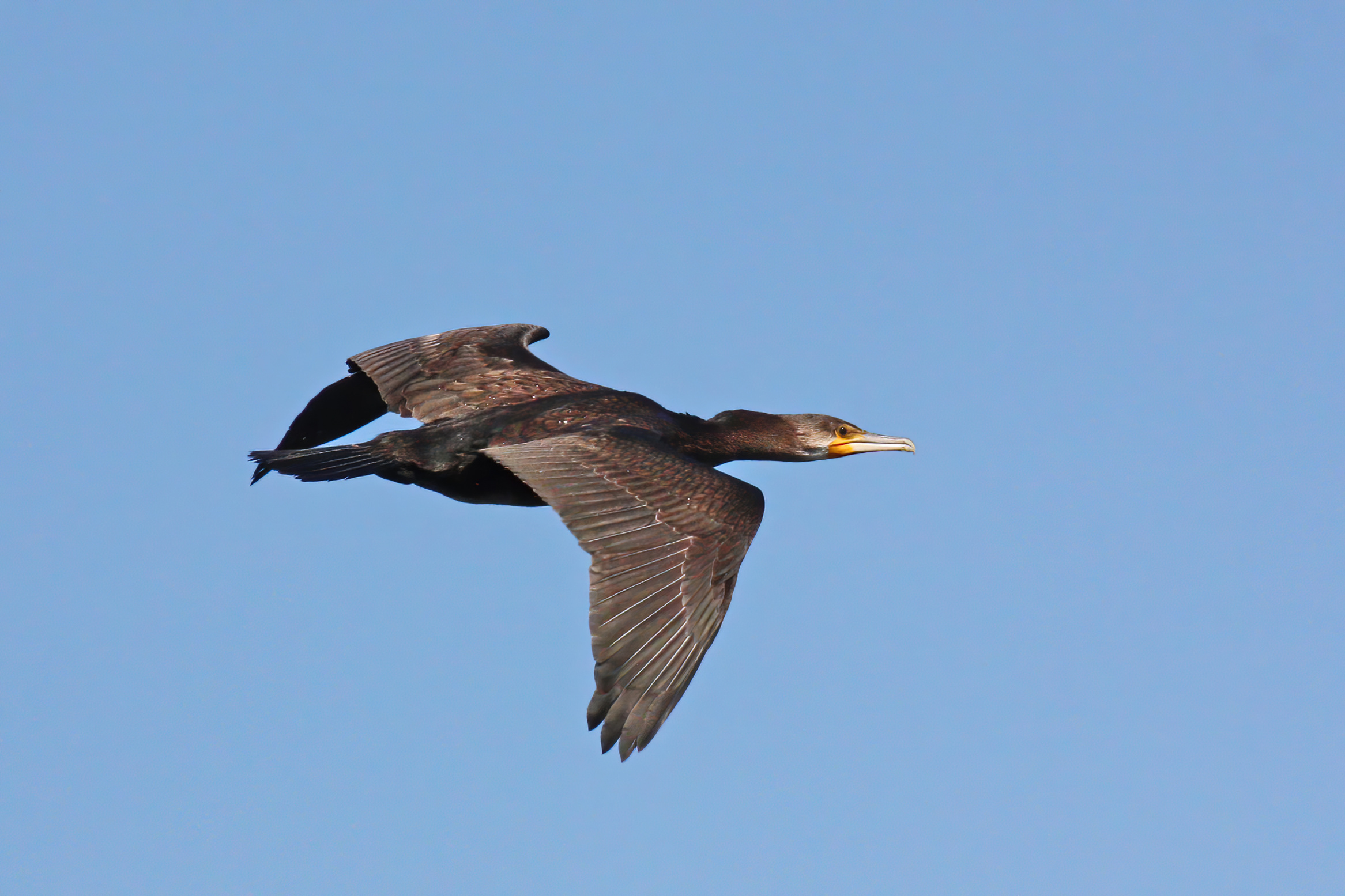
En vuelo.

Al igual que otros cormoranes, tiene un plumaje poco impermeable, por lo que extiende sus alas para secarse. Vuela aleteando de forma estable, con algunos planeos ocasionales. Es característica su silueta de vuelo en forma de aspa. A menudo lo hace en fila o en formación.
Cuando cría, ostenta manchas blancas en los flancos y la cabeza y un lustre brillante en su plumaje oscuro. El tono es más bien parduzco en juveniles e inmaturos, con las partes inferiores claras.
Es un animal gregario que suele formar concentraciones, en ocasiones bastante grandes, en dormideros y zonas de descanso. Duermen y ponen sus puestas en árboles. Pueden llegar a dañarlos tanto por sobrepeso como por la gran cantidad de excrementos que se van depositando, ya que son corrosivos.

## Taxonomía

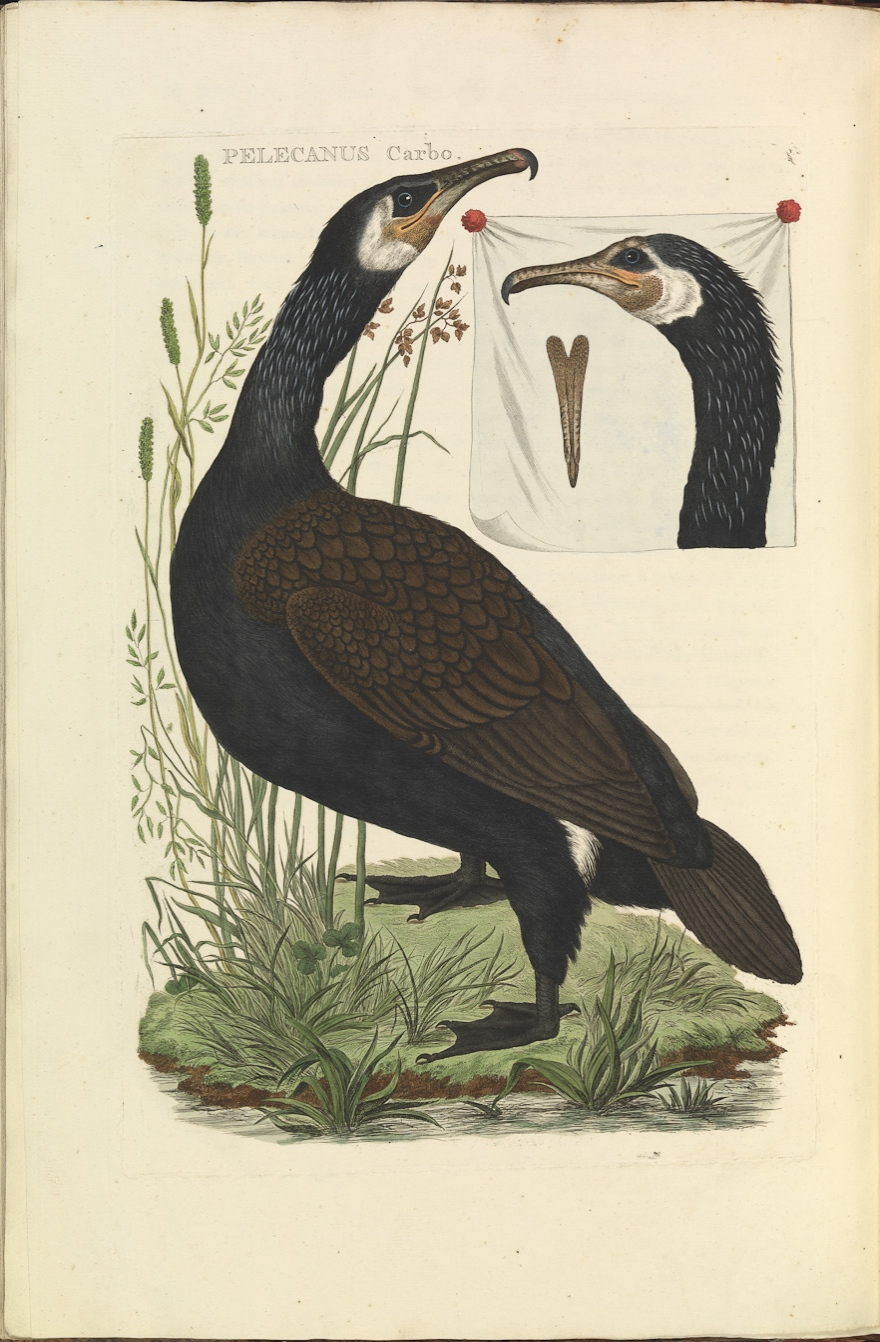
Ilustración de un cormorán grande en Nederlandsche Vogelen (Aves de los Países Bajos), Vol. 1 (1770).

El cormorán grande se clasifica en el género Phalacrocorax, perteneciente a la familia de los cormoranes, Phalacrocoracidae. Los cormoranes forman parte del orden Suliformes, como una de sus cuatro familias, junto a Sulidae (alcatraces y piqueros), Fregatidae (fragatas) y Anhingidae (añingas). Los suliformes son aves acuáticas pescadoras que hasta 2010 se clasificaban en Pelecaniformes.
El cormorán grande fue una de las muchas aves descritas científicamente por Carlos Linneo en su obra Systema naturæ de 1758, con el nombre de Pelecanus carbo. En 1760 fue trasladado como especie tipo al género Phalacrocorax, creado por el zoólogo francés Mathurin Jacques Brisson. Se reconocen cinco subespecies de cormorán grande:
- Phalacrocorax carbo carbo - se encuentra principalmente en las costas atlánticas, desde Groenlandia y la costa este de Norteamérica hasta el Norte de África, donde anida principalmente en las provincias marítimas de Canadá.
- Phalacrocorax carbo novaehollandiae - se encuentra en las aguas de Australasia y tiene cresta.
- Phalacrocorax carbo sinensis - habita desde el oeste de Europa hasta el este de Asia.
- Phalacrocorax carbo maroccanus - habita en el noroeste de África.
- Phalacrocorax carbo hannedae - localizado en Japón.

El cormorán cuelliblanco, que habita en las costas del África subsahariana, anteriormente se consideraba otra subespecie de cormorán grande, pero ahora se considera una especie separada.
Su nombre científico es de etimología griega y latina. Su género es la combinación de los términos griegos phalakros «calvo» y korax «cuervo», mientras que en latín carbo significa «carbón», en referencia a su color negro. En cambio, su nombre común, cormorán, proviene del latín corvus marinus (cuervo marino).

## Comportamiento

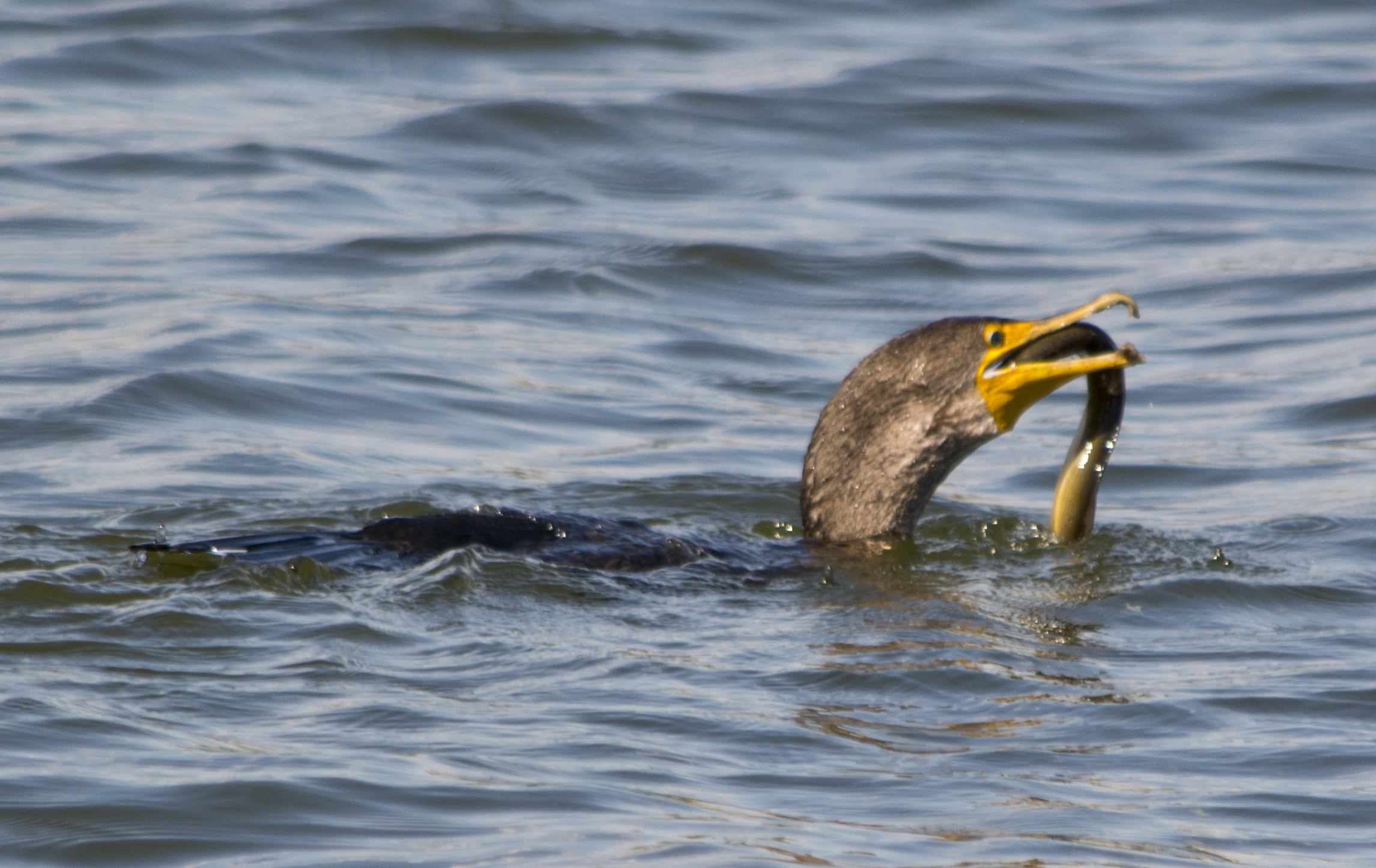
Cormorán tragando una anguila.

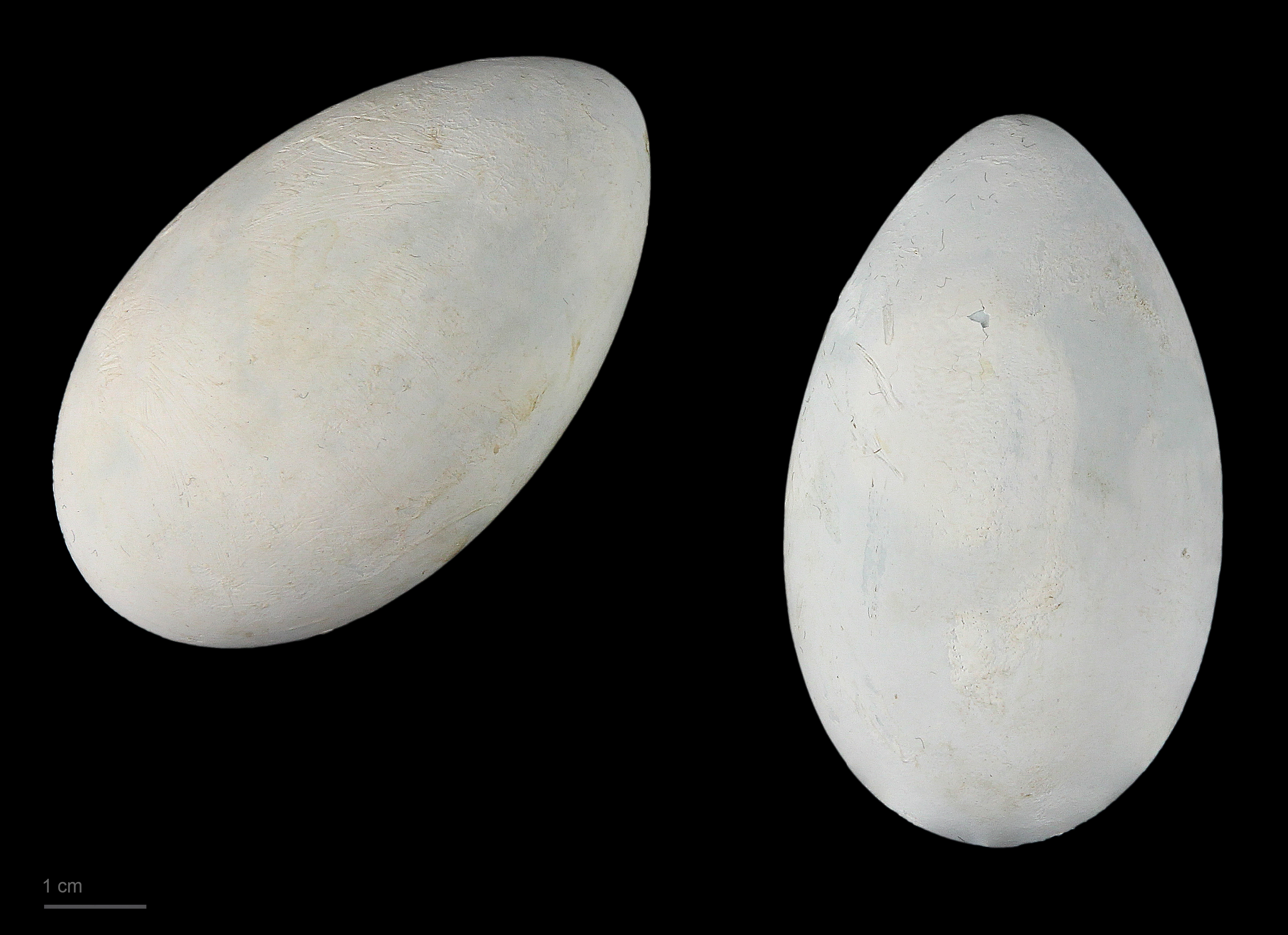
Phalacrocorax carbo - MHNT

Los cormoranes grandes anidan principalmente en la costa, anidando en los acantilados o los árboles (que en ocasiones matan con sus deposiciones), pero también se reproducen en humedales del interior. Suelen poner tres o cuatro huevos en un nido hecho con algas y ramas.
Eminentemente piscívoro, se alimenta de un amplio abanico de especies, entre ellas las anguilas, que ocupan una parte considerable en su dieta en áreas donde está presente. Nada con su cuerpo sobresaliendo poco del agua, atisbando con frecuencia bajo la superficie para localizar peces. Depreda sobre las especies más nadadoras y diurnas, a las que persigue nadando o, más frecuentemente, buceando. Puede bucear a profundidades considerables, pero no suele alejarse de la costa. Permanece sumergido una media de 20-30 segundos. Devora sus capturas en la superficie. A veces cooperan varios individuos para acorralar conjuntamente a sus presas.

## Distribución y hábitat

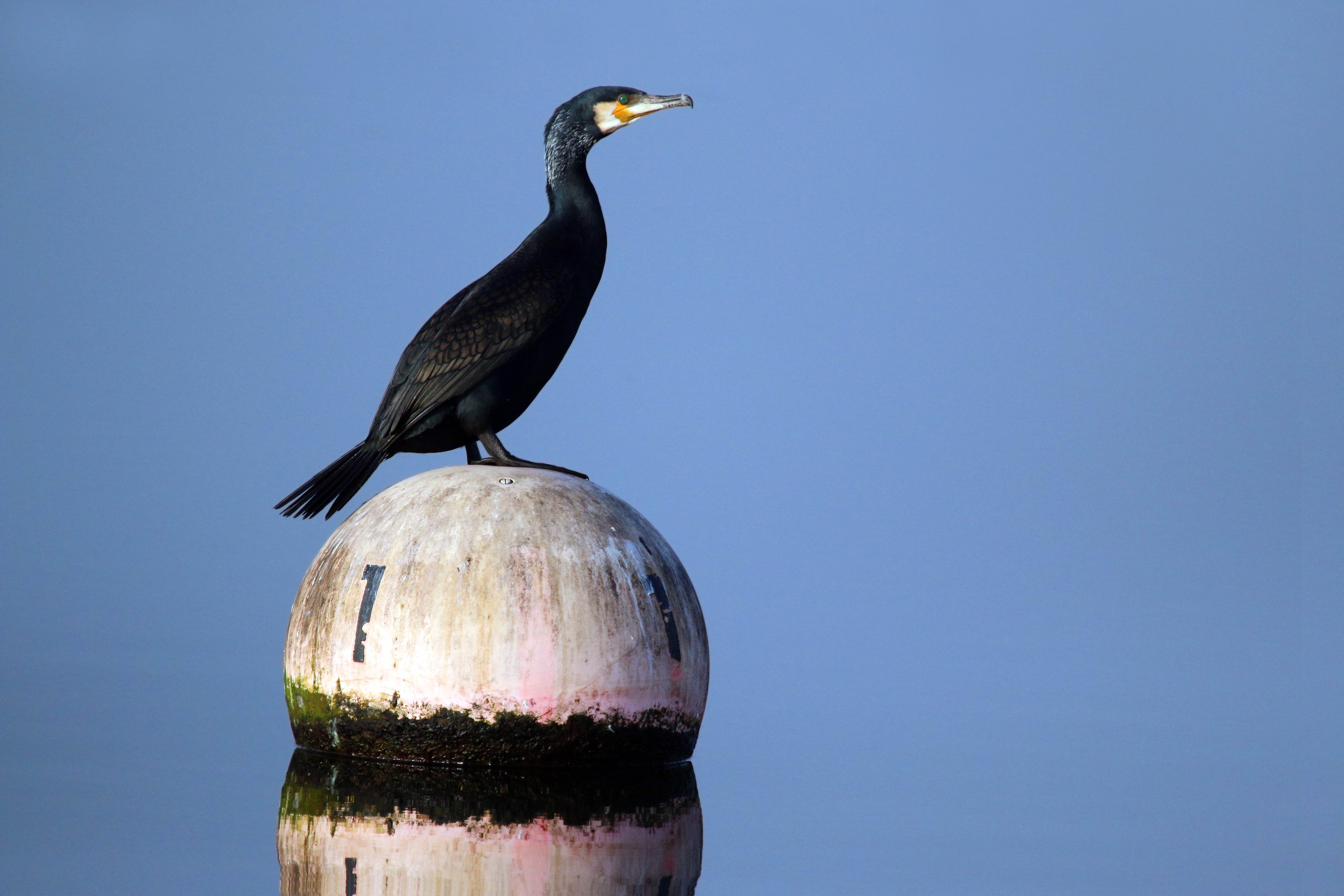
Con frecuencia usan las construcciones en el agua como posaderos y atalayas de pesca.

Es una especie muy común y extendida, que habita en Eurasia, África, Oceanía, Groenlandia y la costa este de América del Norte. Se alimenta en el mar y en los estuarios fluviales, en lagos de agua dulce y ríos, y también en los embalses. Los cormoranes más norteños emigran al sur en invierno, asentándose en cualquier lugar en el que dispongan de comida en abundancia.

## Relación con los humanos
Muchos pescadores consideran a los cormoranes grandes competidores por la pesca. Por ello en el pasado fueron cazados casi hasta la  extinción. Gracias a los esfuerzos conservacionistas su número se ha incrementado. Actualmente hay unos 1,2 millones de ejemplares adultos en Europa (según los recuentos de invierno, los recuentos de finales del verano mostrarían cantidades mayores). Su población creciente de nuevo hace que el cormorán entre en conflicto con los pescadores y las piscifactorías.

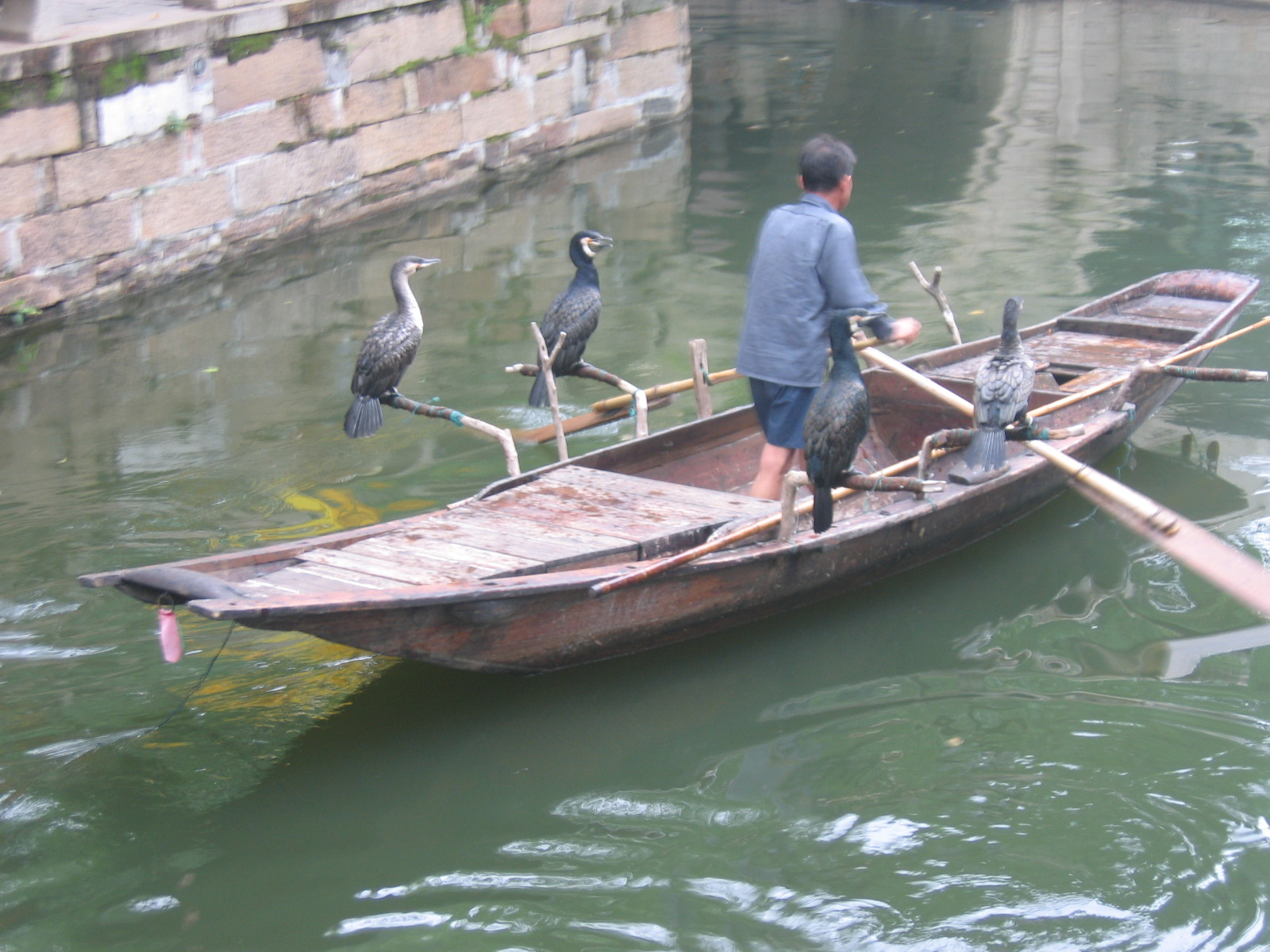
Pesca con cormorán en Suzhou, China

Por el contrario en oriente los cormoranes grandes son colaboradores tradicionales de los pescadores, ya que en China, Japón y el sudeste asiático se practica la pesca con cormorán. Consiste en atar una tira de cuero alrededor del cuello de los cormoranes amaestrados, lo bastante apretadas para impedirles engullir a sus presas y los llevan en sus embarcaciones. Los cormoranes se sueltan, y así los cormoranes pueden atrapar peces pero no pueden tragárselos, y de esta forma los pescadores pueden retirarles los peces obligándoles a abrir el pico, lo que activa su reflejo de regurgitar los peces.
En Noruega tradicionalmente los cormoranes son un ave cinegética. Cada año se matan a tiros unos 10 000 cormoranes que luego se comen. En cambio, en el norte de Noruega los cormoranes eran considerados semisagrados. Se creía que daba buena suerte que hubiera cormoranes cerca de los pueblos. Una antigua leyenda dice que la gente que moría en el mar, y cuyos cadáveres nunca se recuperaban, pasaban la eternidad en la isla de Utrøst (que solo en ocasiones podía ser encontrada por los mortales). Los habitantes de Utrøst solo podían visitar sus hogares en forma de cormorán.